# Alberto Nessi
Alberto Nessi (Mendrisio, 19 novembre 1940) è uno scrittore svizzero, di lingua italiana.

## Biografia
Nato a Mendrisio e cresciuto a Chiasso, Nessi ha frequentato la Scuola Magistrale e l'Università di Friburgo, per poi diventare docente di letteratura italiana. Sposato, ha due figlie: Antonia e Vita. "Nato" letterariamente come poeta (l'esordio nel 1969, con I giorni feriali, Pantarei, ma c'è anche una pubblicazione del 1975 presso la Collana di Lugano di Pino Bernasconi, la stessa che aveva ospitato Finisterre di Eugenio Montale e le Ultime cose di Umberto Saba; la consacrazione, poi, con Il colore della malva, 1992, e Blu cobalto con cenere, 2000, entrambi da Edizioni Casagrande), riscuote presto successo anche come prosatore (l'esordio con i racconti Terra Matta, del 1984). Nel 2015 la raccolta di racconti Miló (Edizioni Casagrande) entra in terna finalista al Premio Chiara.
Poeta di grande sensibilità descrive vita e sentimenti degli umili. La sua lingua è infiltrata di espressioni regionali e dialettali ticinesi. Critico verso uno sviluppo economico e urbanistico che sventra i bei paesaggi ticinesi e le vite delle persone semplici che ci vivono.
Nel 2022 riceve il Premio Massimo della Fondazione Cesare e Iside Lavezzari.
Il 18 febbraio 2016 è stato insignito dalla Confederazione Elvetica del Gran premio svizzero di letteratura alla carriera.
Il suo archivio, composto da manoscritti, corrispondenza e documentazione di vario genere, è custodito a Berna, presso l'Archivio svizzero di letteratura.

## Poesia
- I giorni feriali (1969)
- Ai margini (1975)
- Rasoterra (1983)
- Il colore della malva (1992), Bellinzona, Casagrande, ISBN 88-7713-186-1.
- Blu cobalto con cenere (2000), Bellinzona, Casagrande, ISBN 88-7713-330-9.
- Iris Viola (2004), Faloppio, LietoColle, ISBN 88-7848-103-3.
- Ode di gennaio (2005)
- Ladro di minuzie – Poesie scelte (1969–2009) (2010), Bellinzona, Casagrande, ISBN 978-88-7713-587-2.
- Un sabato senza dolore, nota di Fabio Pusterla (2016), Novara, Interlinea edizioni, ISBN 978-88-6857-109-2.
- Perché non scrivo con un filo d’erba. Antologia con autografi e inediti, con testi di Roberto Cicala, Fabio Pusterla, Novara, Interlinea, 2020

## Prosa
- Terra matta (1984, in tedesco: Zurigo, Limmat-Verlag, 1983), Locarno, Dadò. - 5ª ed., 2012, ISBN 978-88-8281-166-2.
- Tutti discendono (1989), Bellinzona, Casagrande, ISBN 88-7713-012-1.
- Fiori d'ombra (1997), Bellinzona, Casagrande, ISBN 88-7713-256-6.
- La Lirica (1998), Bellinzona, Casagrande. ISBN 88-7713-273-6.
- La prossima settimana, forse (2008), Bellinzona, Casagrande, ISBN 978-88-7713-524-7.
- Miló, (2014). Bellinzona, Casagrande, ISBN 978-88-7713-692-3.

## Saggistica
- Un'estate
- La conquista del Messico
- Fermare il tempo, in Il Ticino e i suoi fotografi - Das Tessin und seine Photographen
- Tracce di un percorso, in I poeti della Svizzera italiana nell'ultimo ventennio (1969-1989)
- L'uomo e la bambina
- Passeri
- Saltamartina
- In cerca della luce
- Memoria e desiderio, in Le processioni storiche di Mendrisio
- Auf der andern Seite der Mauer, in Swiss, made. Die Schweiz im Austausch mit der Welt
- Wohin die Dichtung geht, in Wohin geht das Gedicht
- Poesia, la musica del mondo, La Regione, 21.03.2020

## Antologia
- Rabbia di vento. Un ritratto della Svizzera italiana attraverso scritti e testimonianze, Collana CH, Bellinzona, Casagrande, 1986